# Xã Elkhart, Quận Logan, Illinois
Xã Elkhart (tiếng Anh: Elkhart Township) là một xã thuộc quận Logan, tiểu bang Illinois, Hoa Kỳ. Năm 2010, dân số của xã này là 511 người.